# Nationaal park Amboseli
Het Nationaal park Amboseli is een beschermd natuurgebied met een oppervlakte van 392 vierkante kilometer, gelegen in het Keniaanse district Kajiado. Veertig kilometer ten zuiden van het park ligt de Kilimanjaro, net over de grens van Tanzania. Het Nationaal park Amboseli is na Masai Mara het populairste nationaal park van Kenia. Het heeft een klein vliegveld, de Luchthaven Amboseli (HKAM). De Masai zijn de grootste etnische groep in het park, maar aangetrokken door de vruchtbare grond en het grote aantal toeristen hebben veel andere Kenianen zich hier gevestigd.

## Geschiedenis

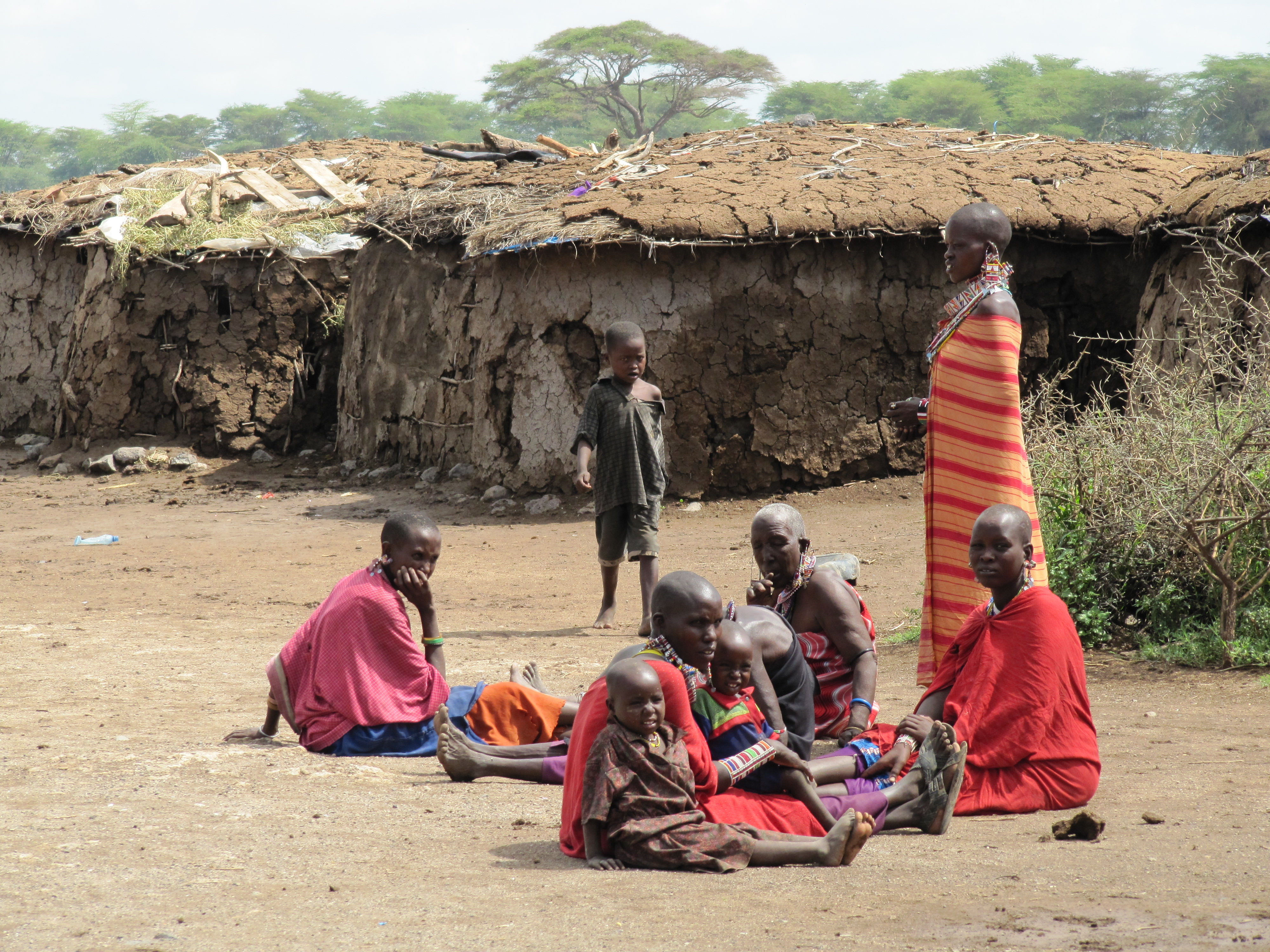
Een Masai-dorp in het park

De Masai leven al duizenden jaren in het gebied van het park. Zij noemden de regio Empusel, wat 'zout, stoffig gebied' betekent. De ontdekkingsreiziger Joseph Thompson was in 1883 de eerste Europeaan die het gebied bezocht. Hij beschreef haar grote biodiversiteit en het grote contrast van het droge gebied en de vruchtbare moerassen in zijn rapporten.
In 1906 werd het gebied door de Duitsers als een reservaat voor de Masai bestempeld. In 1948 kwam het onder beheer van de Britse koloniale regering en werd het een jachtreservaat, Maasai Amboseli Game Reserve geheten. Het gebied werd in 1974 een nationaal park onder beheer van Kenya Wildlife Service. Op 29 september 2005 verklaarde de Keniaanse president Mwai Kibaki dat het park voortaan beheerd zou worden door de Masai in samenwerking met het districtbestuur.

## Ecologie
Het park maakt onderdeel uit van een ecosysteem van savannes en moerassen, dat een oppervlakte heeft van zo'n achtduizend vierkante kilometer en zich uitspreidt tot over de grens met Tanzania. In het park liggen twee van de vijf voornaamste moerassen van de ecoregio, die voor een groot deel worden geïrrigeerd door water afkomstig van de Kilimanjaro. Hierdoor heeft het park een relatief grote biodiversiteit in een gebied waar slechts weinig neerslag valt. In het park bevindt zich ook een opgedroogd meer uit het Pleistoceen.

### Fauna
De moerassen in het park worden bezocht door een groot aantal diersoorten. Het park is beroemd als de beste plaats om wilde savanneolifanten te bezichtigen. Andere zoogdieren in het park zijn onder andere nijlpaarden, kafferbuffels, impala's, leeuwen, jachtluipaarden, gevlekte hyena's, masaigiraffes, steppezebra's en blauwe gnoes. Er zijn ongeveer vierhonderd vogelsoorten geteld in het park, waaronder pelikanen, ijsvogels, hamerkoppen en 47 roofvogelsoorten.

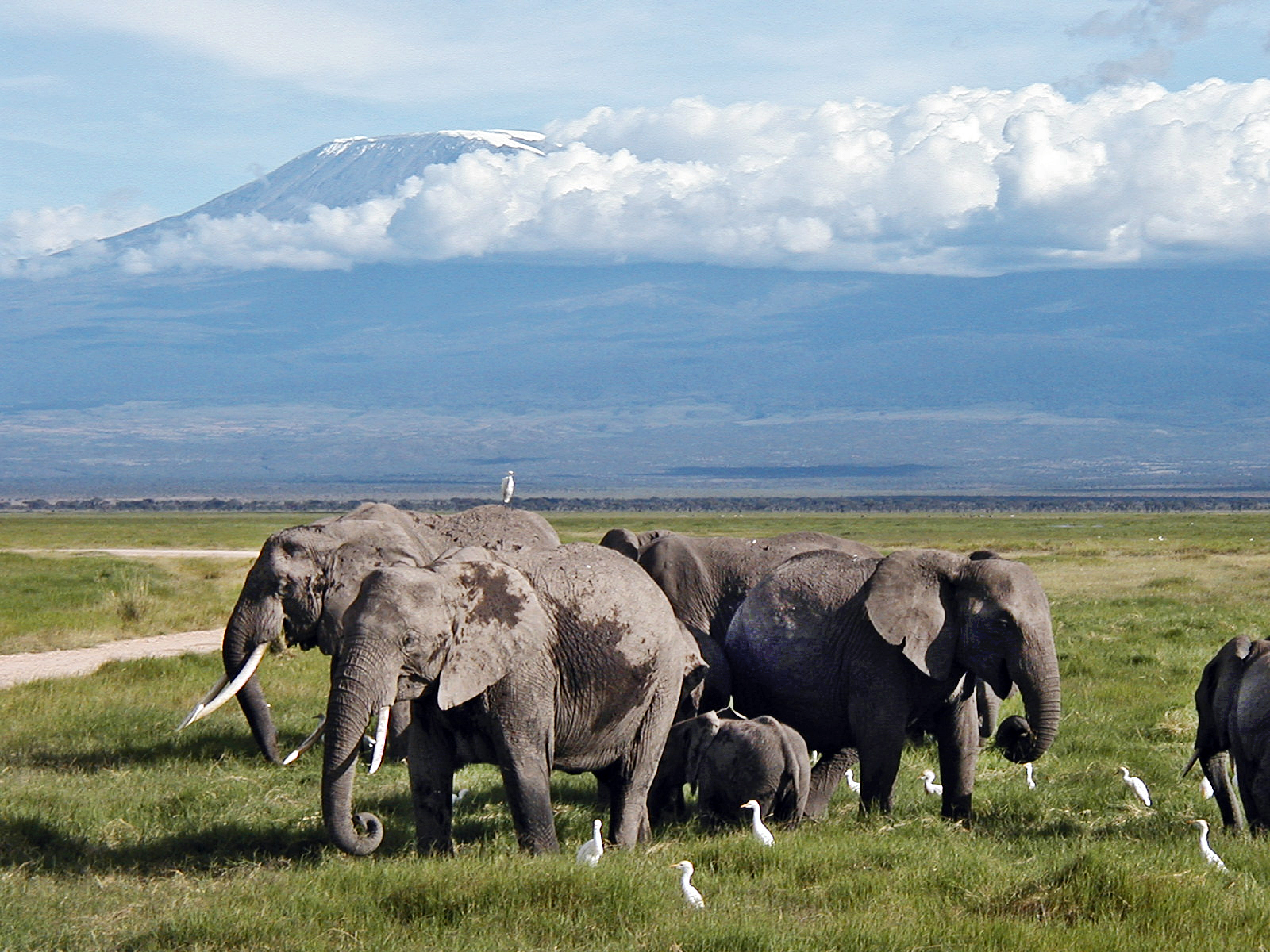
Savanneolifanten en koereigers met op de achtergrond de Kilimanjaro
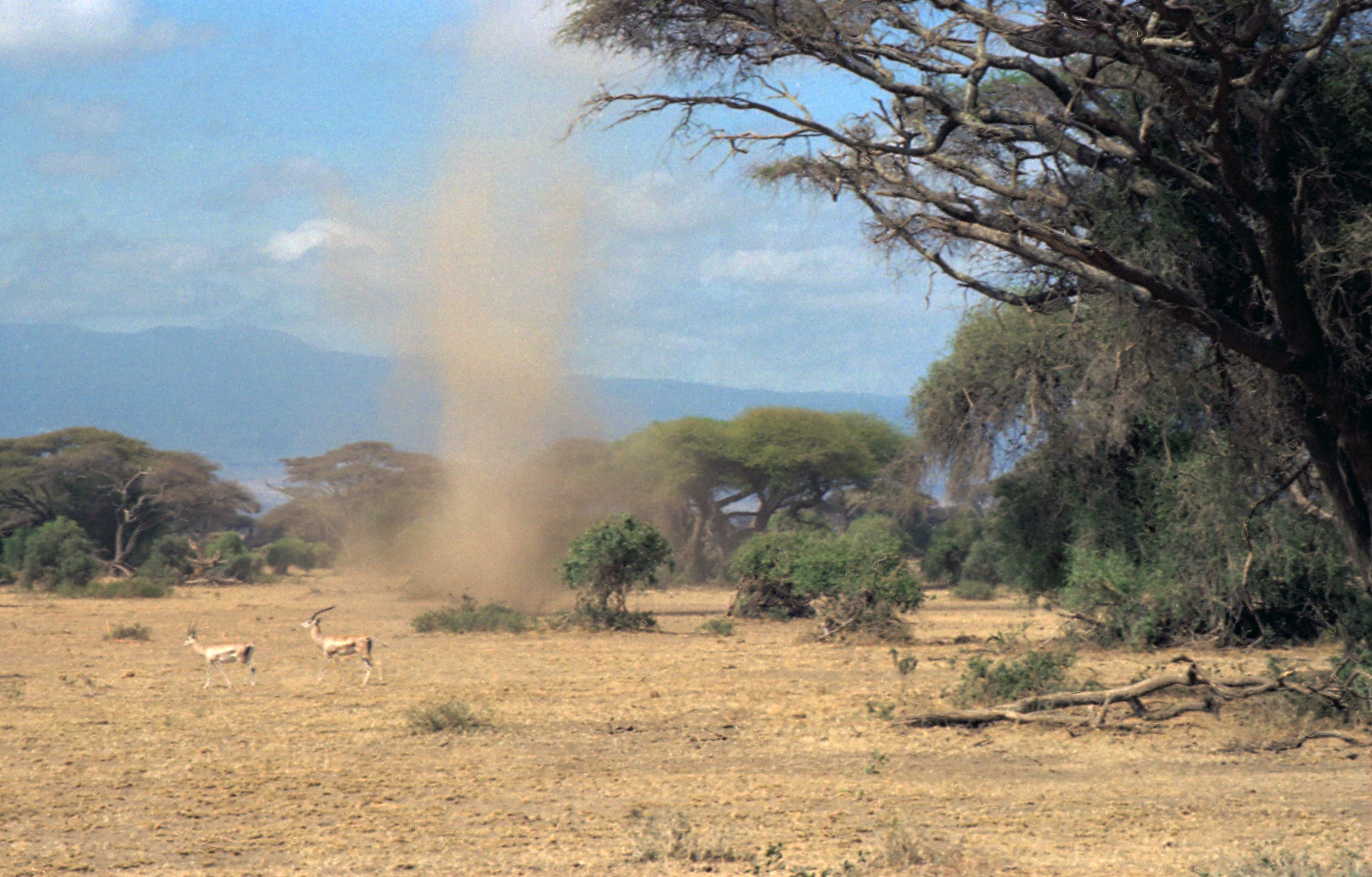
Thomsongazelles bij een stofhoos
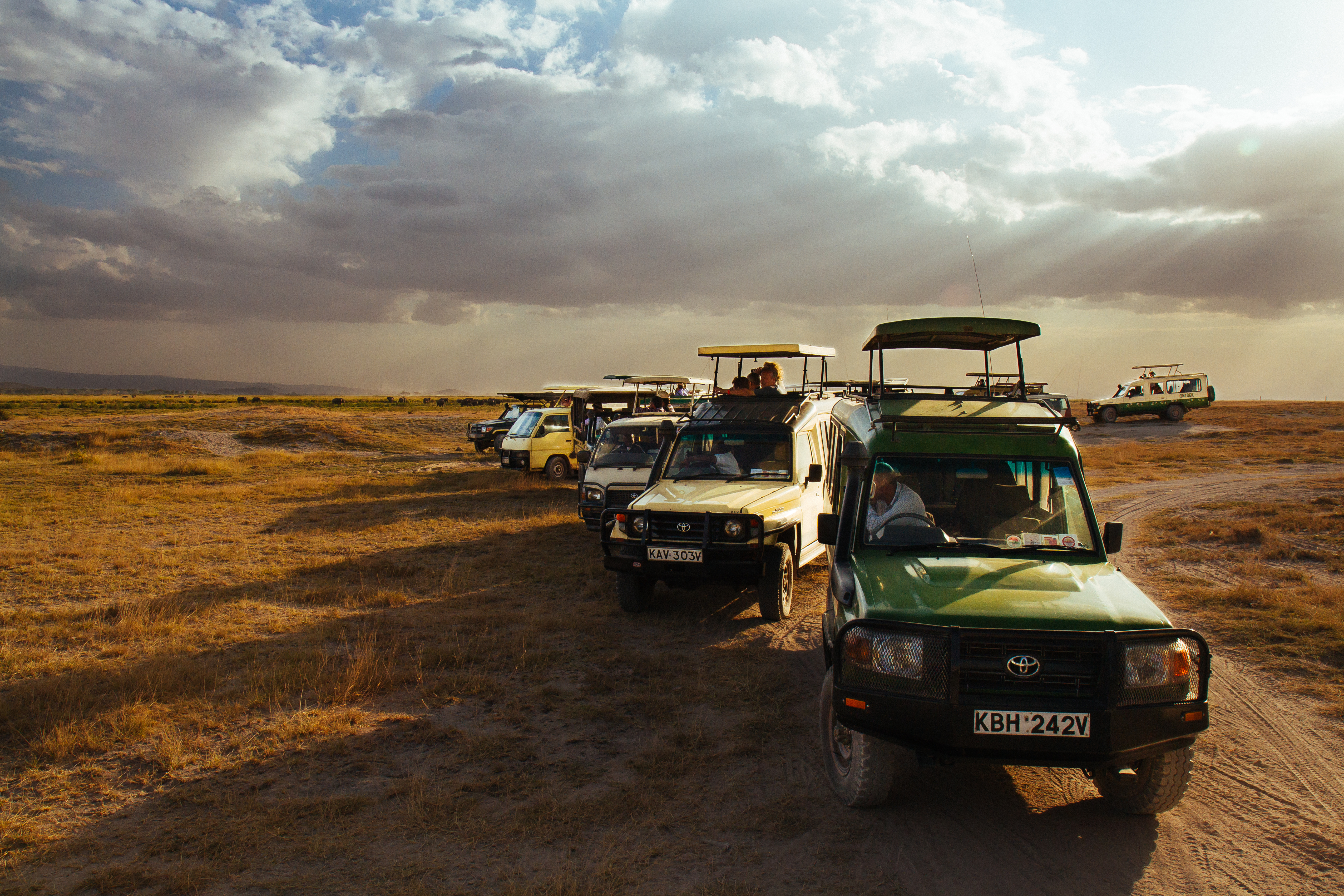
Toeristen op safari in het park
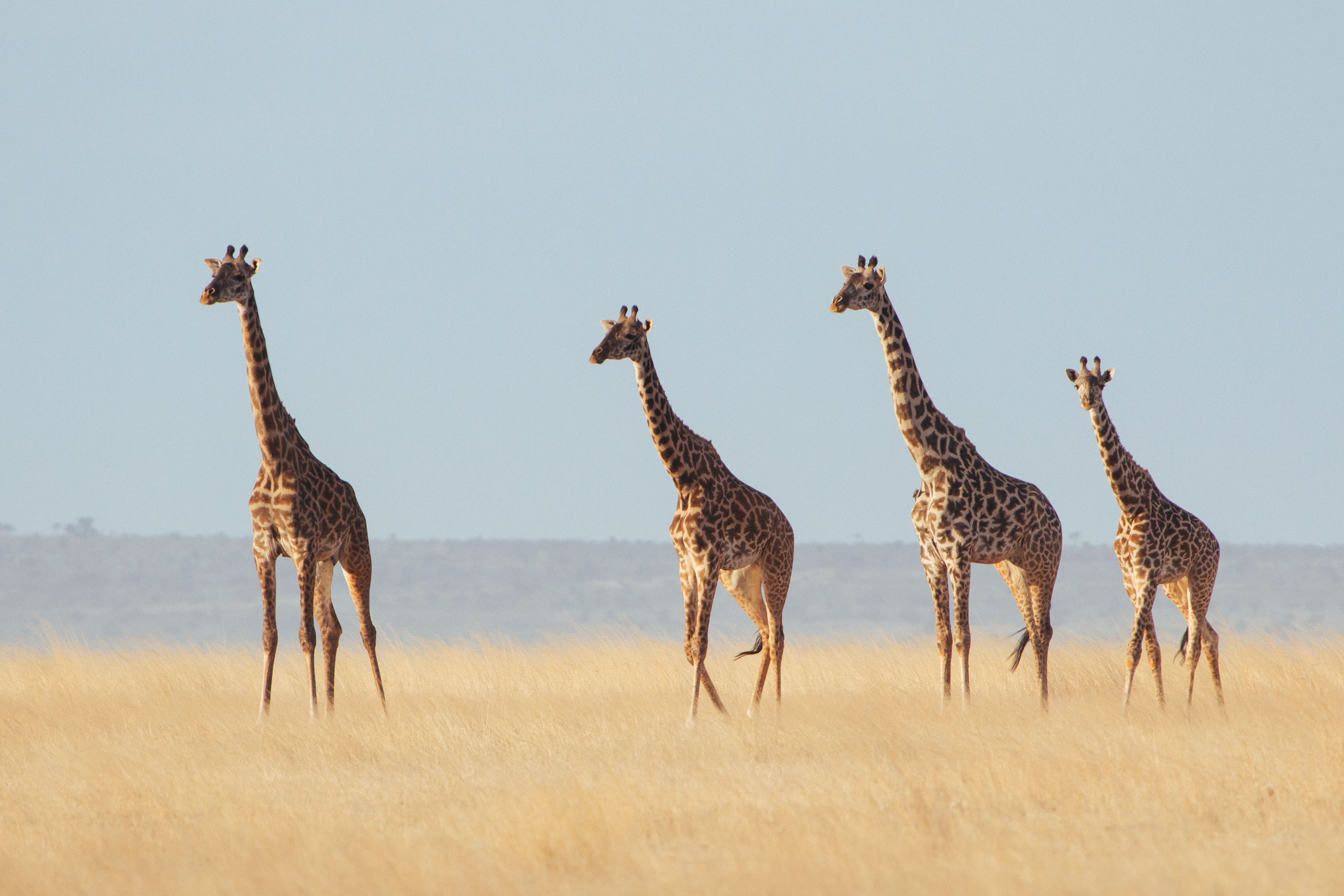
De masaigiraffe wordt ook wel kilimanjarogiraffe genoemd
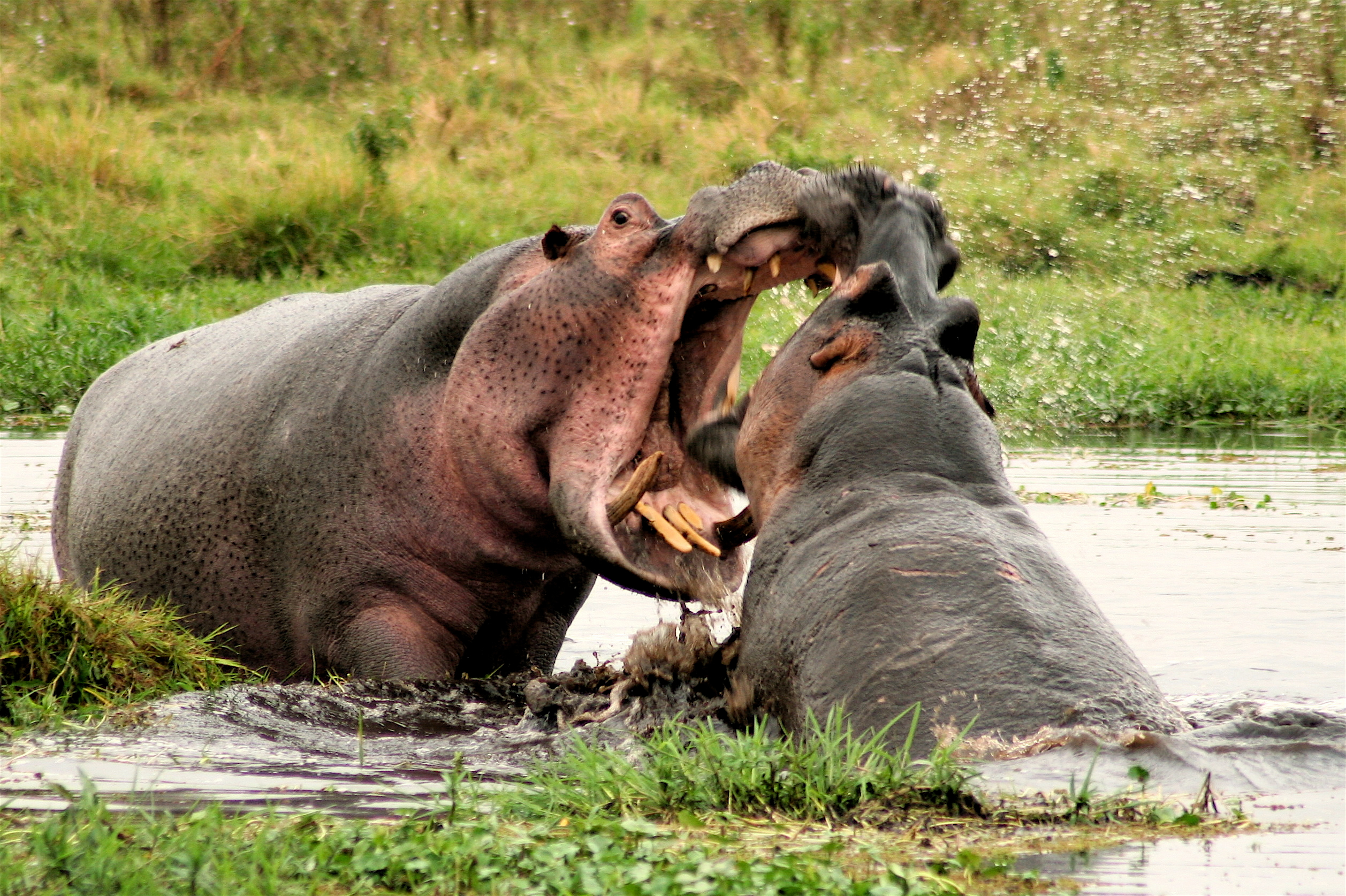
Vechtende nijlpaarden in het moeras
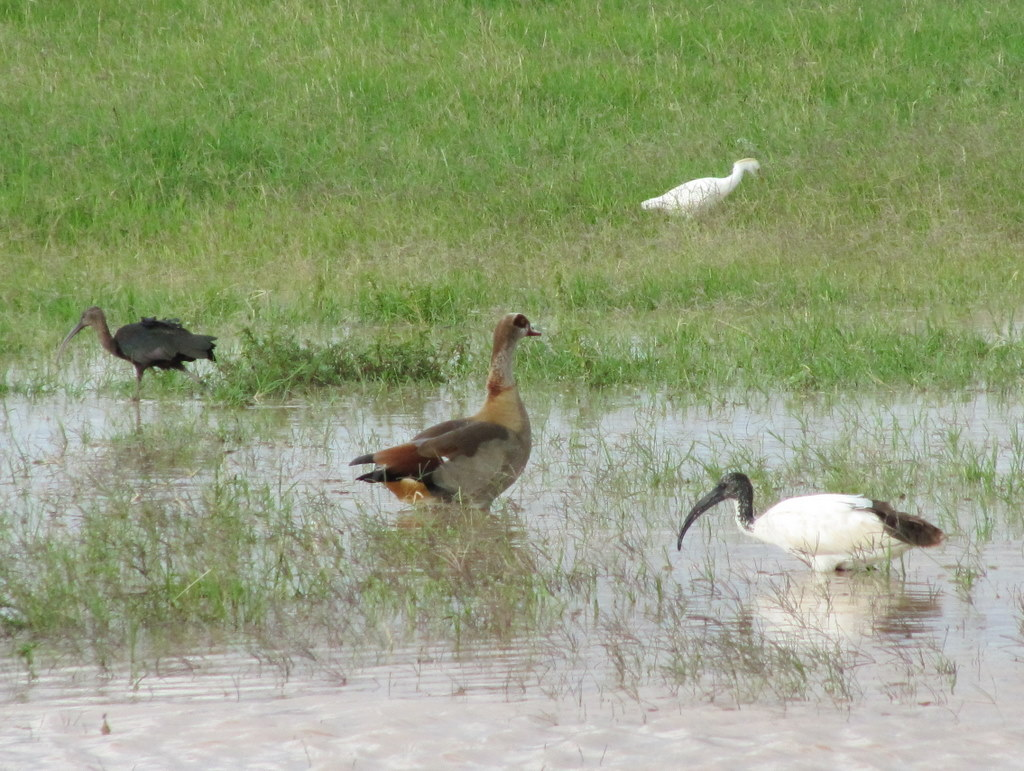
Diverse vogelsoorten foerageren in het moeras